# Прибуття делегатів на фотоконгрес у Ліоні
«Прибуття делегатів на фотоконгрес у Ліоні» (фр. Le Débarquement du Congrès de Photographie à Lyon, 1895) — документальний  короткометражний фільм; один з перших фільмів, знятих братами Люм'єр.

## Сюжет
У фільмі показано, як делегати конгресу і дами спускаються по трапу з пароплава на пристань. Деякі з них зупиняються і вітають оператора, що їх знімає.

## Цікаві факти
- Знімання відбулося 11 червня 1895 року під час організованої для учасників Ліонського конгресу Фотографічного товариства екскурсії по  Соні, під час висадки на набережній Пастор міста Невель-на-Соні. Зараз на цьому місці в честь проведеного тоді кінознімання встановлена пам'ятна дошка.
- Деякі з делегатів, помітивши камеру, реагують на неї, вітаючи оператора, один з них навіть намагається сфотографувати те, що відбувається.
- Фільм швидко підготували до показу і вже 12 червня 1895 року його продемонстрували на закритті конгресу. Цей показ можна вважати першою у світі демонстрацією кінохроніки.
- Фільм показали четвертим на знаменитому першому платному люм'єрівському кіносеансі з десяти фільмів в Парижі в підвалі «Гран-кафе» на  бульварі Капуцинок 28 грудня 1895 року.